# Sammy Adjei
Sammy Adjei, właśc. Samuel Adjei (ur. 1 września 1980 w Akrze) – piłkarz, bramkarz reprezentacji narodowej Ghany, uczestnik Mistrzostw Świata 2006. 

## Kariera
Jest wychowankiem Accra Hearts of Oak SC, w którym grał od 1997 do 2005 roku. W latach 2004–2005 był wypożyczony do Club Africain Tunis. Następnie występował w izraelskim FC Aszdod, po czym wrócił do Accra Hearts of Oak SC, gdzie w 2013 roku zakończył karierę.
Przez trenera reprezentacji Ghany, Ratomira Dujkovicia, został powołany w czerwcu 2006 na Mistrzostwa Świata rozgrywane w Niemczech. Na Mistrzostwach był w swojej ekipie bramkarzem rezerwowym. Ghana po porażce z Włochami (0:2) i zwycięstwach z Czechami (2:0) i USA (2:1) wyszła z grupy, ale w 1/8 finału odpadła po meczu z Brazylią zakończonym wynikiem 0:3.
Łącznie w reprezentacji narodowej Ghany rozegrał 39 meczów, nie strzelając żadnej bramki.